# Grande gerbille à queue courte
Dipodillus maghrebi
Espèce
Statut de conservation UICN

 LC  : Préoccupation mineure
La Grande gerbille à queue courte, (Gerbillus maghrebi ou Dipodillus (Dipodillus) maghrebi) est une espèce de rongeurs de la famille des Muridés.

## Répartition
Cette espèce est endémique du nord du Maroc.

## Publication originale
- Schlitter & Setzer, 1972 : A new species of short-tailed gerbil (Dipodillus) from Morocco (Mammalia: Cricetidae : Gerbillinae). Proceedings of the Biological Society of Washington, vol. 84, n. 45, p. 385-392.